# Južni Ayrshire
Južni Ayrshire (škotski Siorrachd Inbhir Àir a Deas, engleski: South Ayrshire) je jedna od 32 pokrajine u Škotskoj, koja pokriva južni dio pokrajine Ayrshire. Pokrajine s kojima graniči su Istočni Ayrshire i Dumfries i Galloway.

## Gradovi i sela
- Alloway, Ayr
- Ballantrae
- Crosshill
- Dailly Dalrymple
- Girvan
- Kirkoswald
- Lendalfoot
- Maybole Monkton
- Prestwick
- Tarbolton Troon Turnberry

## Znamenitosti
- Bachelor's Club, Tarbolton
- Bargany Gardens
- Burns Cottage
- Burns National Heritage Park (Robert Burns)
- Carrick Forest
- Crossraguel Abbey
- Culzean Castle
- Souter Johnnie's Cottage